# Ximacodes
Ximacodes is een geslacht van vlinders van de familie slakrupsvlinders (Limacodidae).

## Soorten
- X. affinis (Mabille, 1890)
- X. malagasy Viette, 1980
- X. pyrosoma (Butler, 1882)
- X. subrufa (Hering, 1957)